# 남아일생
"남아일생"(The Man's Life)은 한국에서 제작된 권영순 감독의 1965년 액션, 전쟁 영화이다. 신영균 등이 주연으로 출연하였고 곽정환 등이 제작에 참여하였다.

## 출연

### 주연
- 신영균
- 문정숙
- 박노식
- 이예춘

## 기타
- 조명: 방기찬
- 미술: 홍성칠
- 분장: 안건호